# District d'Alluri Sitharama Raju
Le district d'Alluri Sitharama Raju, également connu sous le nom de district d'Alluri et sous ses initiales de district d'ASR, est un district de l'État indien de l'Andhra Pradesh. Le siège du district est situé à Paderu. Nommé d'après Alluri Sitarama Raju, un révolutionnaire du mouvement pour l'indépendance de l'Inde, originaire de la région, le district est entré en vigueur le 4 avril 2022 et est devenu l'un des vingt-six districts de l'État. Le district est connu pour ses paysages et se situe dans les Ghats orientaux.